# Хор
Вижте пояснителната страница за други значения на Хор.
Хорът (на старогръцки: χορός, на латински: chorus) е музикална група от певци, наричани хористи, които пеят едновременно.
Думата произлиза от театъра в Древна Гърция, където хорът е главно действащо лице в древногръцката трагедия, комедия и сатирна драма. Хорът може да изпълнява едногласна и многогласна (до десетки гласове) музика. Вътрешно хорът е разделен на отделни гласове, (партии, дивисии (лат. divisi). Основните партии са условно 4 и носят различни наименования при различните видове хор. Тези партии могат да се разделят на подгрупи или да се сливат в зависимост от изпълняваното музикално произведение. Всяка партия се изпълнява от поне трима хористи, поради което трябва да се прави разлика между хор и вокален дует, трио, квартет и т.н. Синхронизирането на отделните партии и музикалната интерпретация се осъществяват от диригент, който е ръководител на хора.
Хоровите произведения могат да бъдат изпълнявани самостоятелно – „а капела“ (от италиански: a cappella), в съпровод на един, няколко музикални инструмента, или оркестър. В същото време хорът често сам поема функцията на съпровод на соловите партии на един или повече певци, понякога и инструменти.

## Видове хор
По своя състав хоровете се делят на няколко основни вида.
- Еднороден хор. Състои се или само от мъже или само от жени. Мъжките хорове се състоят от 2 тенорови и 2 басови партии, а женските – от 2 сопранови и 2 алтови.
- Детският хор строго погледнато е също еднороден, но поради спецификата на своето звучене и работата с изпълнителите се обособява в отделна група. Там спада и момчешкият хор (само от момчета и юноши, пеещи на фалцет). Разделя се на 2 дискантови и 2 алтови партии.
- Смесен хор. Изпълнителите са мъже и жени, като имената на основните партии дублират тези на еднородните хорове. До началото на 19. век, особено при духовната музика, смесеният хор се състои от мъже и момчета. Такъв състав на смесения хор се среща и в наши дни.

Някои хорове се специализират в изпълнението на различни музикални жанрове или видове музика. В зависимост от това те могат да бъдат оперни, фолклорни, църковни, военни и т.н. Според статута на изпълнителите, хоровете могат да бъдат определени като професионални и самодейни, а също така като ведомствени, студентски, ученически и т.н. Такова подразделение обаче е твърде условно и не засяга начина на работа и музикалните качества на даден хоров колектив.

## Хорова музика
Хоровата музика има изключително древни корени. Специалистите са единодушни, че нейното начало може да се търси в груповото изпълнение на песни при култовите ритуали на първобитните хора. С развитието на човешкото общество хоровото пеене постепенно започва да придобива по-определени черти. Появяват се по-култивирани форми, които се развиват паралелно, а в много случаи изместват първоначалното спонтанно музициране. Съществуването на организирана хорова музика е засвидетелствано във всички древни култури – шумерска, вавилонско-асирийска, староиндийска, египетска, персийска, юдейска, древногръцка, китайска и др. За този период обаче разполагаме почти изключително с косвени свидетелства (писмени, произведения на изобразителното изкуство), докато чисто музикалните източници са твърде малко.
На Запад хоровото пеене започва да се организира и рафинира с разпространението на християнството, при което то е основна част от религиозния култ. През Ранното средновековие вече се оформят музикалните основи на съвременната хорова музика. В Западна Европа започва да доминира т.нар. „грегориански хорал“, по името на папа Григорий Велики (Двоеслов), който въвежда литургическа форма, използвана и в наши дни в Източноправославната и Римокатолическата църква. На Изток се разпространява „осмогласието“ (в случая думата глас обозначава не музикална партия, а музикалната тоналност на произведението). И грегорианският хорал, и осмогласието, се причисляват към т.нар. „хомофонно“ пеене, при което водещата мелодия, понякога доста разнообразна, е подчертана от звучността на поддържащата партия (исо, „басо континуо“ в първоначалното си значение.
По време на Ренесанса и Реформацията на Запад (а в изолирани случаи и по-рано) композиторите започват да експериментират и да доразвиват по-старите и утвърдени форми. Появяват се мотетът, хоралът, разработват се т. нар. „секвенции (последования, канонично утвърдени като текст части от религиозните богослужения). Успоредно с това започват да се развива и светската хорова музика – песни, мадригали, канцони. През този период бележити автори на хорова музика са Пиер де ла Рю, Якоб Аркаделт, Джовани Палестрина, Орландо ди Ласо (Орландус Ласус), Клаудио Монтеверди.
В предкласическия период хоровата музика получава допълнително развитие при автори като Падре Мартини, Георг Фридрих Хендел, Йохан Себастиан Бах, Джовани Батиста Перголези. Именно тези автори въвеждат полифоничното пеене като норма в хоровата музика.
Виенските класици продължават да доизграждат върху основата на предшествениците си. Йозеф Хайдн, Волфганг Амадеус Моцарт, Лудвиг ван Бетховен, създават хорови творби, при които хорът вече се използва като част от основната музикална форма и е равностоен като значене както на оркестъра, така и на солистите. Приблизително по същото време започва и активното развитие на операта, където хорът също играе важна роля. В творбите на Кристоф Вилибалд Глук, Хайдн, Моцарт, Бетховен, хорът вече играе една от главните роли в рамките на музикалната драма. Основните музикални идеи за своя Реквием Моцарт поверява тъкмо на хора.
След този период, от 20-те години на 19 век, хоровата музика, при усъвършенстването на нови музикални изразни форми, не претърпява принципно развитие. Това не означава, че тя е в застой. В операта се появяват знаменити хорови произведения. Хорови творби присъстват в творчеството на композитори като Пиерлуиджи Керубини, Руджеро Леонкавало, Франц Шуберт, Роберт Шуман, Шарл Гуно, Жорж Бизе, Рихард Вагнер, Хуго Волф, Пьотр Чайковски, Михаил Бородин, Модест Мусоргски, Едвард Григ.
От началото на 20. век интересът към хора и търсенето на нови форми за хорови произведения се възражда. Композитори, като Сергей Рахманинов, Франсис Пуленк, Арнолд Шьонберг, Бела Барток, Золтан Кодай, Бенджамин Бритън, съчиняват едни от най-знаменитите си творби тъкмо за хор. В същото време в Северна Америка се култивира и негърското хорово пеене, първоначалните негърски менестрели, спиричуъли, госпъл песни се развиват, като паралелно с това дават отражение на хоровата музика на композитори като Айвз, Самюел Барбър, Джордж Гершуин, Ленард Бърнстейн. Именно негърските хорове са основа на певческото изпълнение при музиката от жанрове като блус, джаз, рок опера, естрадна хорова музика. През този период започва да оформя облика си и българската хорова музика.
От средата на 20. век хоровата музика следва тези традиции. По-важни автори на такава музика са Арнолд Шьонберг, Албан Берг, Артур Онегер, Петър Ебен, Ладислав Нойман, Вельо Тормис, Алфред Шнитке.
Музикално произведение или част от него, предназначено за хорово изпълнение, също се нарича хор, например „Хор на евреите“ от операта „Набуко“ на Джузепе Верди, „Хор на момчетата“ от операта „Кармен“ на Жорж Бизе.
Световноизвестни хорови състави са: „Амброзиански оперен хор“, хорът на миланската „Ла Скала“, Академичният хор на Мексико, лайпцигският „Томанер Кнабен“ (чиито ръководител през последните години от живота си е Й. С. Бах).

## В България
Съвременната българска хорова музика се изгражда на базата на съчетанието между съхранената в народното творчество приемственост, наследена от народите, които са предци на днешните българи и на внесената след втората половина на 19. век западноевропейска музикална традиция.
Първите български хорове възникват тъкмо в средата на 19. век на доброволни начала, обикновено при читалища, училища и други обществени организации. Важни хорови дейци през онова време са Сава Доброплодни, Добри Войников, Янко Мустаков, Тодор Хаджистанчев, Петър Иванов, Георги Байданов, Анастас Стоянов, Емануил Манолов, Ангел Букурещлиев, Панайот Пипков. Успоредно с това при храмовете се поддържа старата църковна певческа школа. Тяхната работа е продължена и в началото на 20. век, но като цяло хоровото дело в България все още има провинциален и просветителски характер и е далеч от съвременните си хорови постижения.
След Първата световна война в България вече разгръщат таланта си хорови дейци като Асен Димитров, Христо Манолов, Любомир Пипков, Стоян Брашованов, Георги Димитров, Крум Бояджиев, Боян Соколов, Светослав Обретенов, Бончо Бочев. Особено внимание през този период трябва да се обърне на дейността и творчеството Добри Христов – знаменит композитор, диригент и музикален деятел, чието творчество е твърде обширно – авторски песни, обработка на народни песни, църковна хорова музика. Произведенията на Христов вече могат да се поставят редом с най-добрите тогавашни съвременни хорови образци. През същото време се появяват и хорови състави, които са в състояние да изпълняват и най-сложните в техническо отношение произведения.
През втората половина на 20. век в областта на хоровата музика се изявяват композиторите Георги Димитров, Филип Кутев, Светослав Обретенов, Любомир Пипков, Парашкев Хаджиев, Тодор Попов, Красимир Кюркчийски, Иван Спасов, Константин Илиев, Ивелин Димитров, Николай Кауфман. Някои от тях са и хорови диригенти. Хорови състави ръководят знаменити творци като Михаил Милков, проф. Димитър Русков, Георги Робев, Ангел Манолов, Бончо Бочев, Васил Арнаудов, Адриана Благоева, Васил Стефанов, Ивелин Димитров, Лиляна Бочева, Захари Медникаров, Христо Недялков. Освен изпълненията на българска и световна музика (класическа и модерна), хоровете все повече обръщат внимание на музикалните преработки, основани върху българския фолклор.
В наши дни, след известен период на упадък, хоровото дело в България е отново във възход.
Сред хоровите състави, съществуващи в България, могат да бъдат отбелязани смесените Национален филхармоничен хор „Светослав Обретенов“, Смесеният хор на БНР, хор „Дунавски звуци“ – Русе. Професионални смесени хорове съществуват и при оперните театри в цялата страна. Прочут е фолклорният хор „Мистерията на българските гласове“. Освен това в много градове работят много добри аматьорски хорове. Световна слава и признание получават мъжките хорове „Кавал“, „Гусла“, „Емануил Манолов“ дамските „Полифония” и „Васил Арнаудов“ (бивш „Любомир Пипков“), детските – Хор на софийските момчета, „Дунавски вълни“, „Бодра смяна“, детският хор при БНР, Детският хор на град Добрич, прочутия Хор на варненските момчета и младежи, хор „Кантилена“, Хоровата школа „Професор Георги Димитров“ – Ямбол.